# Cochranella helenae
Vitreorana helenae là một loài ếch trong họ Centrolenidae. Nó là loài đặc hữu của Venezuela.
Loài này gần đây được chuyển từ chi Hyalinobatrachium sang chi Cochranella.
Các môi trường sống tự nhiên của chúng là các khu rừng ẩm ướt đất thấp nhiệt đới hoặc cận nhiệt đới và sông. Hiện trạng của loài này không rõ.